# Fresnes (Yonne)
Fresnes [fʁɛn] ist eine französische Gemeinde mit 62 Einwohnern (Stand: 1. Januar 2022) im Département Yonne in der Region Bourgogne-Franche-Comté (vor 2016 Bourgogne) im Osten Frankreichs. Die Gemeinde gehört zum Arrondissement Avallon und zum Kanton Chablis (bis 2015 Noyers).

## Geografie
Fresnes liegt etwa 48 Kilometer südöstlich von Auxerre. Umgeben wird Fresnes von den Nachbargemeinden Yrouerre im Norden und Nordwesten, Sambourg im Osten, Noyers im Süden sowie Annay-sur-Serein im Süden und Westen.

## Einwohnerentwicklung
| Jahr                      | 1962 | 1968 | 1975 | 1982 | 1990 | 1999 | 2006 | 2013 |
| ------------------------- | ---- | ---- | ---- | ---- | ---- | ---- | ---- | ---- |
| Einwohner                 | 90   | 85   | 84   | 69   | 86   | 80   | 74   | 69   |
| Quelle: Cassini und INSEE |      |      |      |      |      |      |      |      |

## Sehenswürdigkeiten
- Kirche Saint-Mammès